# Cantonul Moulins-la-Marche
Cantonul Moulins-la-Marche este un canton din arondismentul Mortagne-au-Perche, departamentul Orne, regiunea Basse-Normandie, Franța.

## Comune
| Comune                    | Populație (1999) | Cod poștal | Cod INSEE |
| ------------------------- | ---------------- | ---------- | --------- |
| Les Aspres                | ...              | 61270      | 61422     |
| Auguaise                  | ...              | 61270      | 61012     |
| Bonnefoi                  | ...              | 61270      | 61052     |
| Bonsmoulins               | ...              | 61380      | 61053     |
| Brethel                   | ...              | 61270      | 61060     |
| La Chapelle-Viel          | ...              | 61270      | 61100     |
| Fay                       | ...              | 61390      | 61159     |
| La Ferrière-au-Doyen      | ...              | 61380      | 61162     |
| Les Genettes              | ...              | 61270      | 61187     |
| Mahéru                    | ...              | 61380      | 61244     |
| Le Ménil-Bérard           | ...              | 61270      | 61259     |
| Moulins-la-Marche         | ...              | 61380      | 61297     |
| Saint-Aquilin-de-Corbion  | ...              | 61380      | 61363     |
| Saint-Hilaire-sur-Risle   | ...              | 61270      | 61406     |
| Saint-Martin-des-Pézerits | ...              | 61380      | 61425     |
| Saint-Pierre-des-Loges    | ...              | 61370      | 61446     |